# Ла Ир, Лоран де
Лоран де Ла Ир (иногда ошибочно де Ла Гир; фр. Laurent de La Hyre; 27 февраля 1606, Париж, Королевство Франция — 28 декабря 1656, там же) — французский живописец, один из крупых французских мастеров живописи первой половины XVII века академического направления. Один из первых двенадцати академиков — «старейшин» (с 1648 г.) Королевской академии живописи и скульптуры в Париже.

## Биография
Родился 27 февраля 1606 года в Париже в семье художника Этьена Ла Ира (ок. 1583—1643). В юности он получил неплохое образование. Некоторое время был учеником Жоржа Лалльмана, живописца из Лотарингии, жившего в Париже, чье творчество историки искусства относят к позднему маньеризму.
К этому же стилю обычно относят ранние работы самого де ла Ира, созданные им в 1620-х годах. Однако уже в произведениях 1630-х годов его творчество эволюционировало в сторону академического классицизма (во французском понимании этого термина), и художник достиг особого мастерства в рамках этого направления в зрелый период творчества (приблизительно с начала 1640-х годов). Французские историки искусства интерпретируют работы де ла Ира зрелого периода как «утончённые, полные сдержанности и меры, основанные на гармонии ясных и чистых цветов».
На творчество художника обратил внимание кардинал Ришельё, заказавший ему несколько картин для украшения собственного дворца (в дальнейшем известного как дворец Пале-Рояль). Когда во Франции в 1648 году была основана Академия живописи и скульптуры, Ла Ир стал одним из двенадцати её первых действительных членов («основателей» или «старшин»), на которых была возложена обязанность отбора остальных членов.
Лоран де Ла Ир скончался 28 декабря 1656 года в Париже. Его сыном был физик, астроном и математик Филипп де Ла Ир.

## Галерея

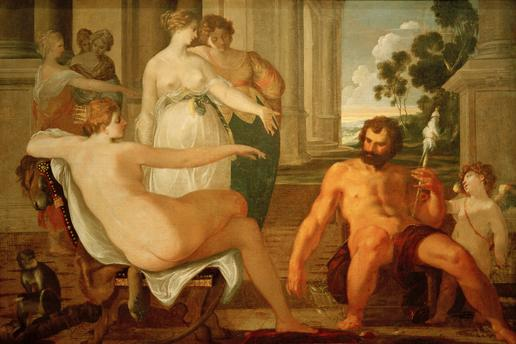
Геракл и Омфала
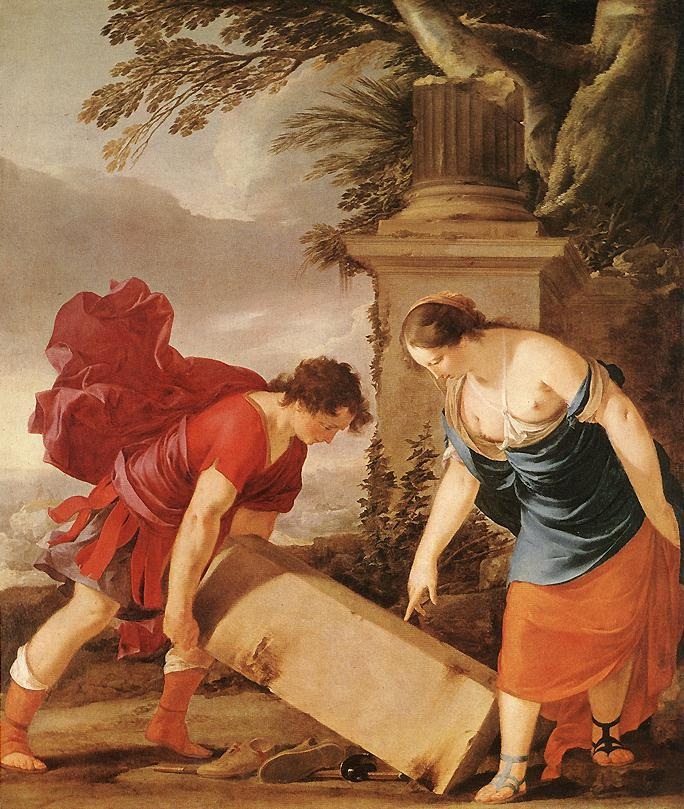
Тезей
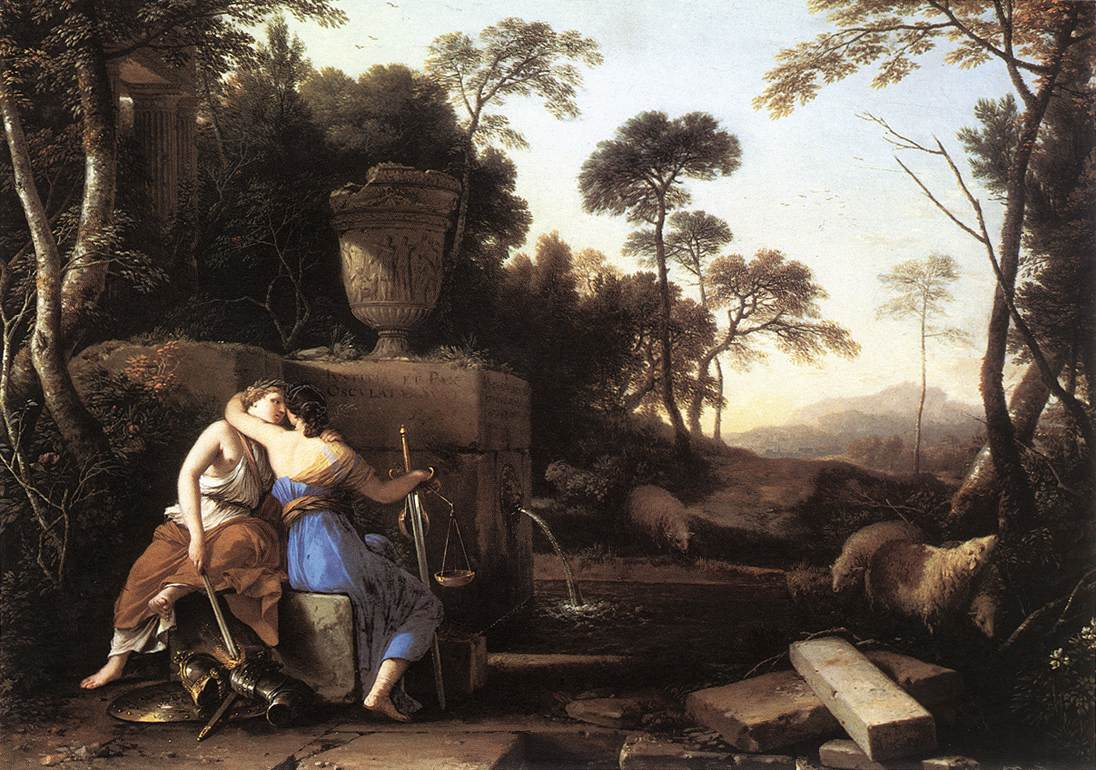
Любовный союз Мира и Справедливости
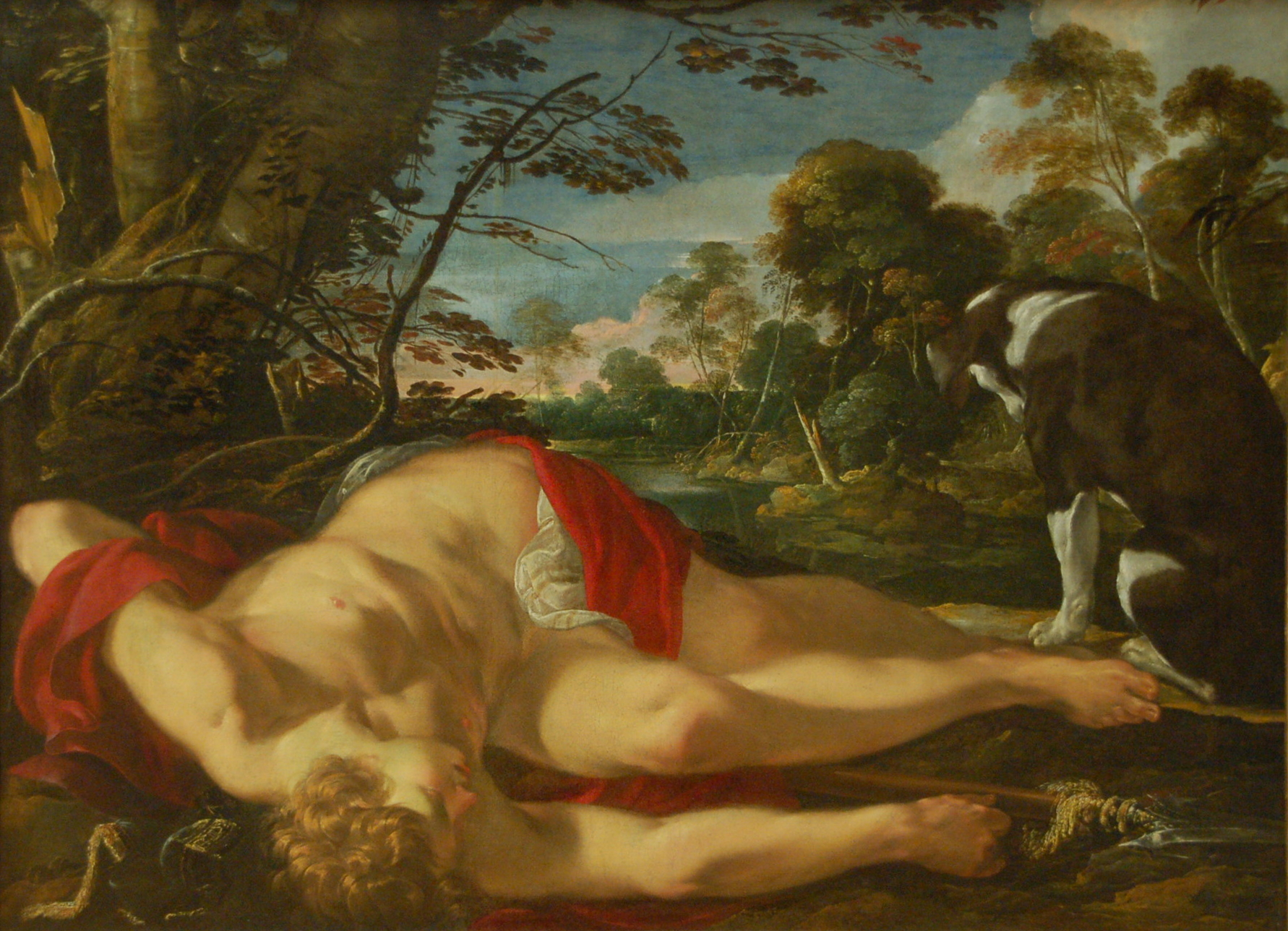
Смерть Адониса
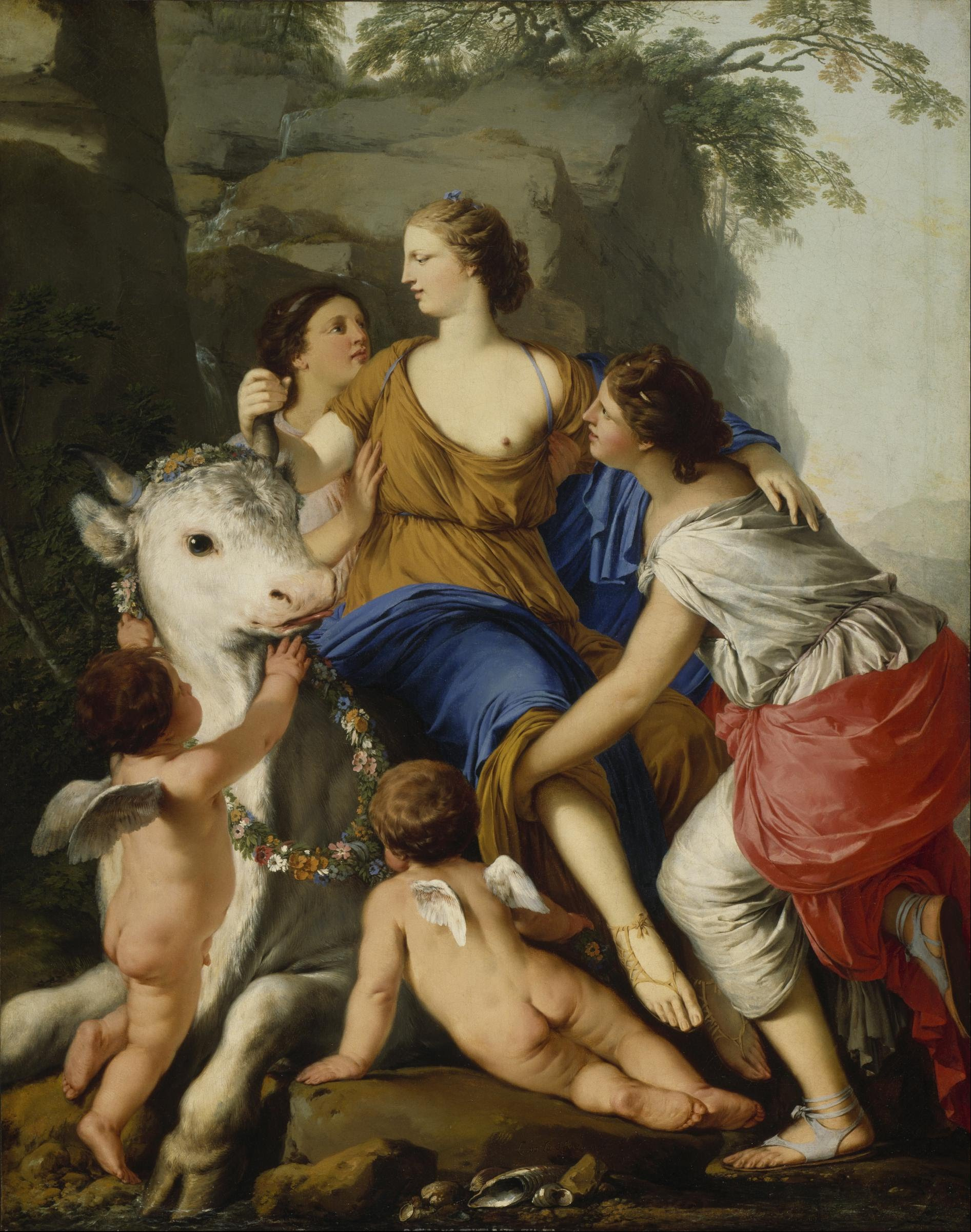
Похищение Европы
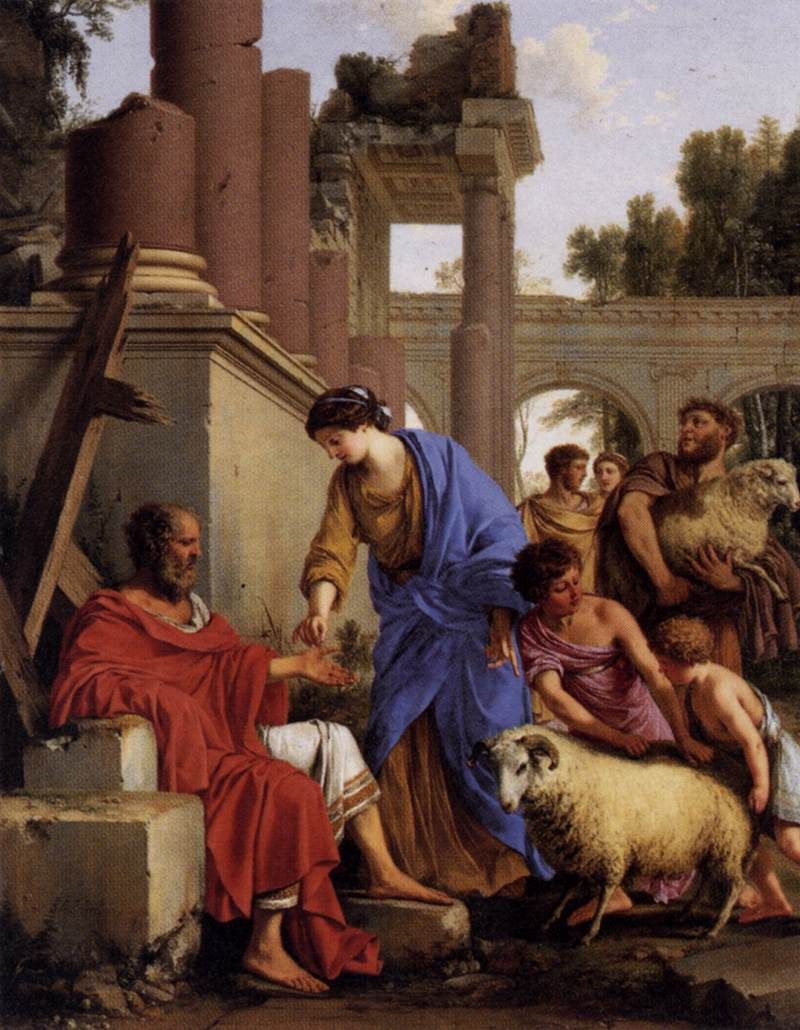
Вознаграждение Иова
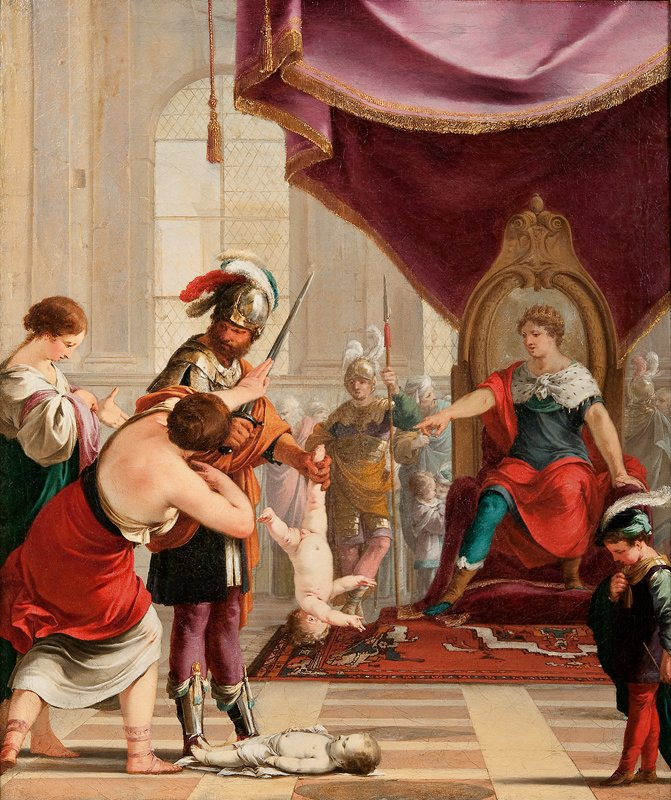
Суд царя Соломона
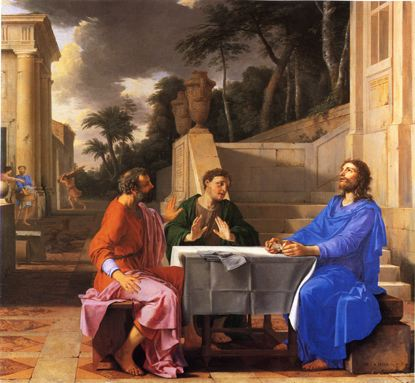
Христос в Эммаусе
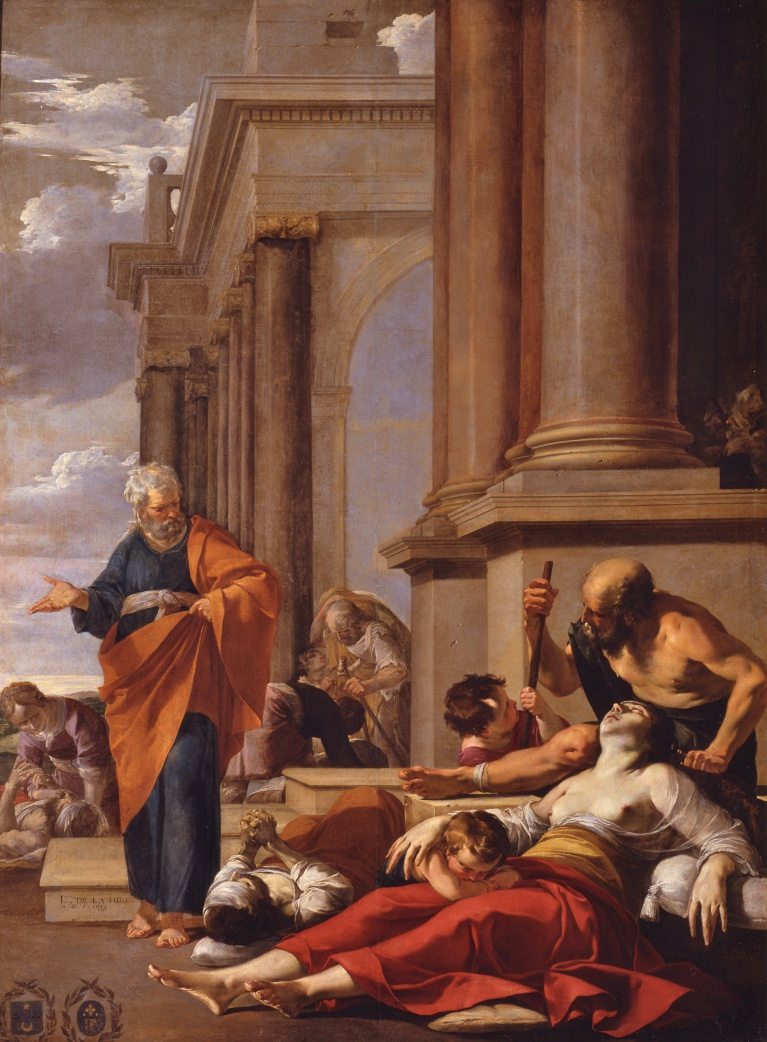
Апостол Пётр, исцеляющий больных
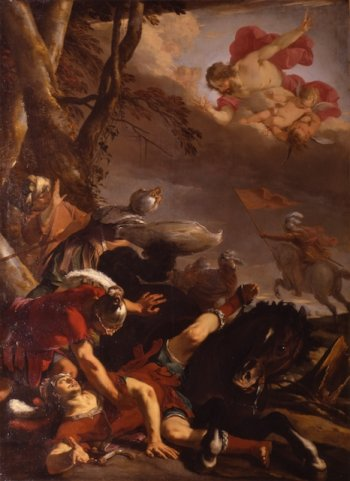
Обращение апостола Павла
Аллегория регентства Анны Австрийской
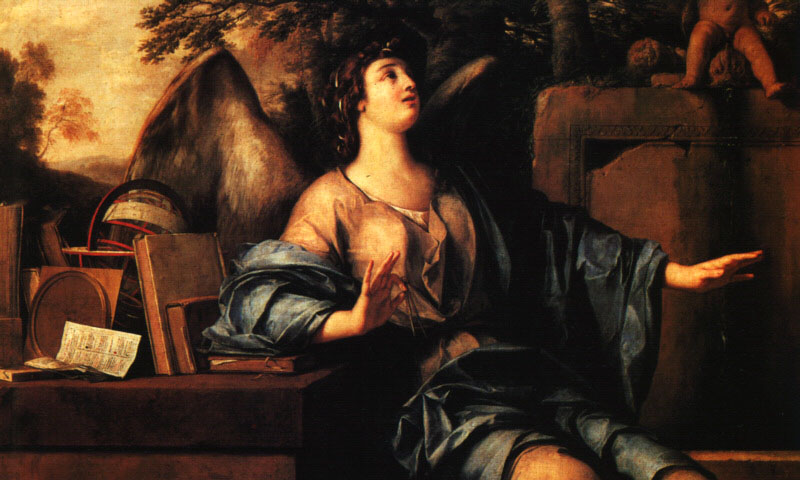
Аллегория астрономии
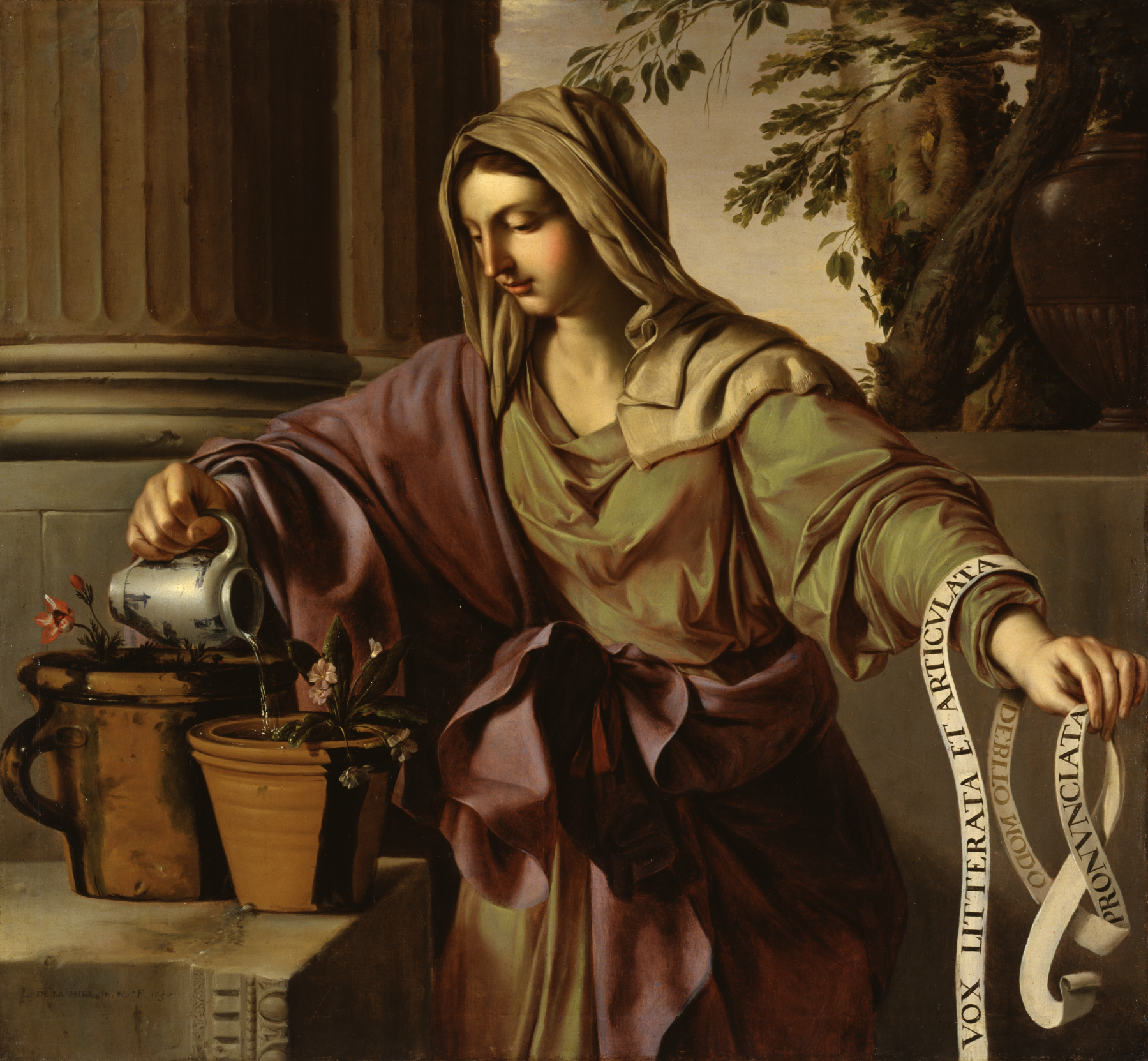
Аллегория грамматики
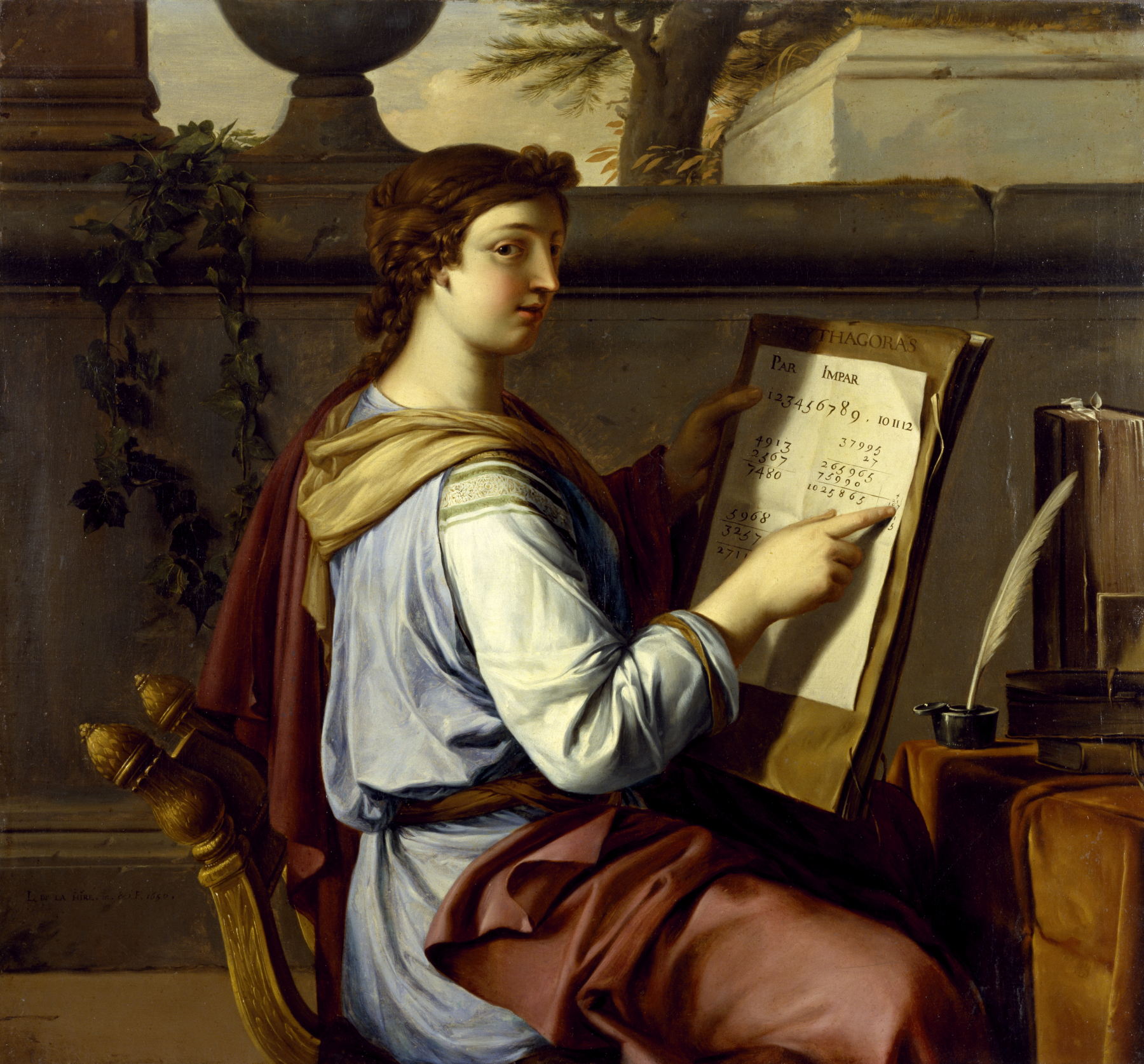
Аллегория арифметики
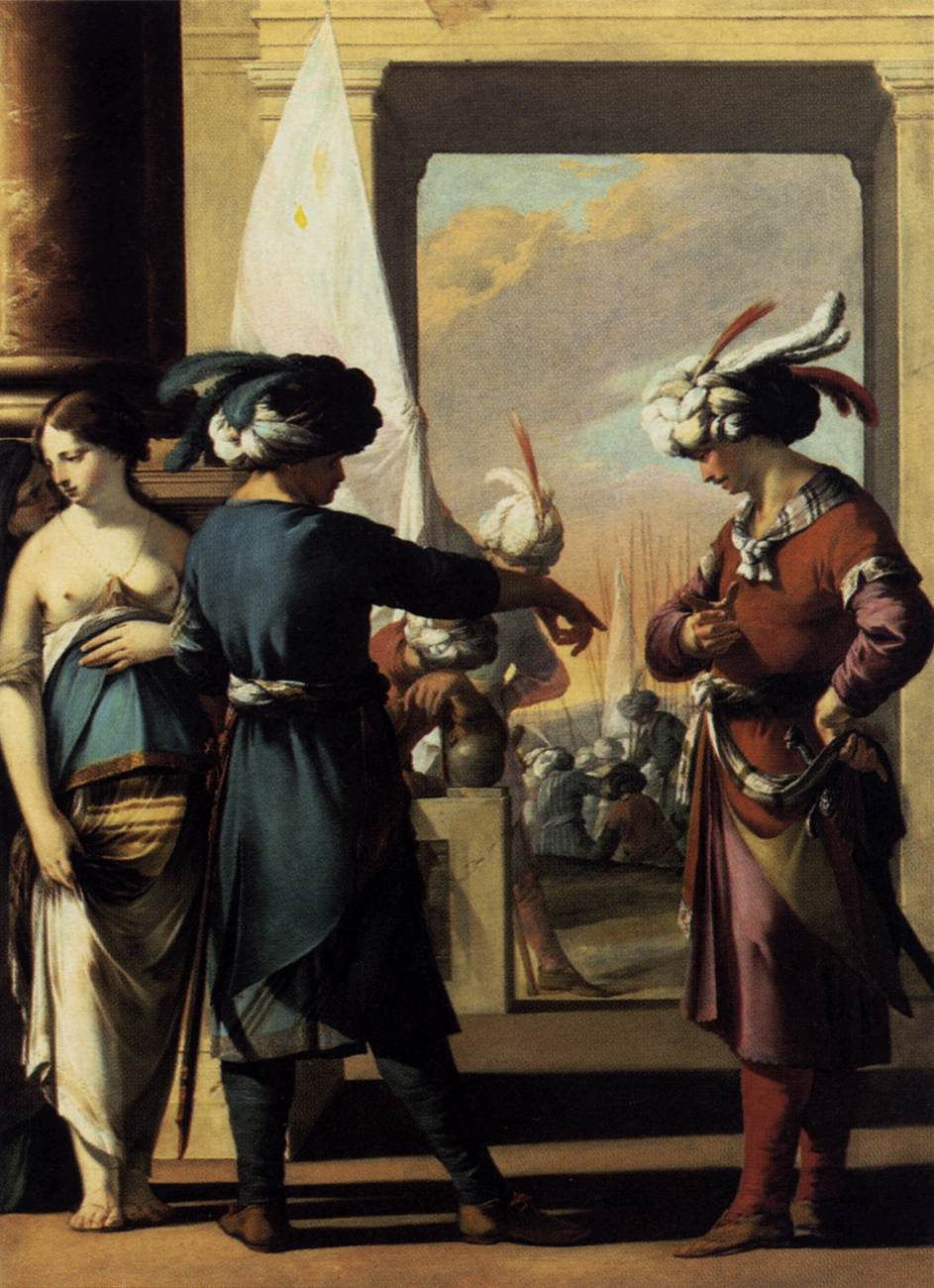
Персидский царь Кир Великий
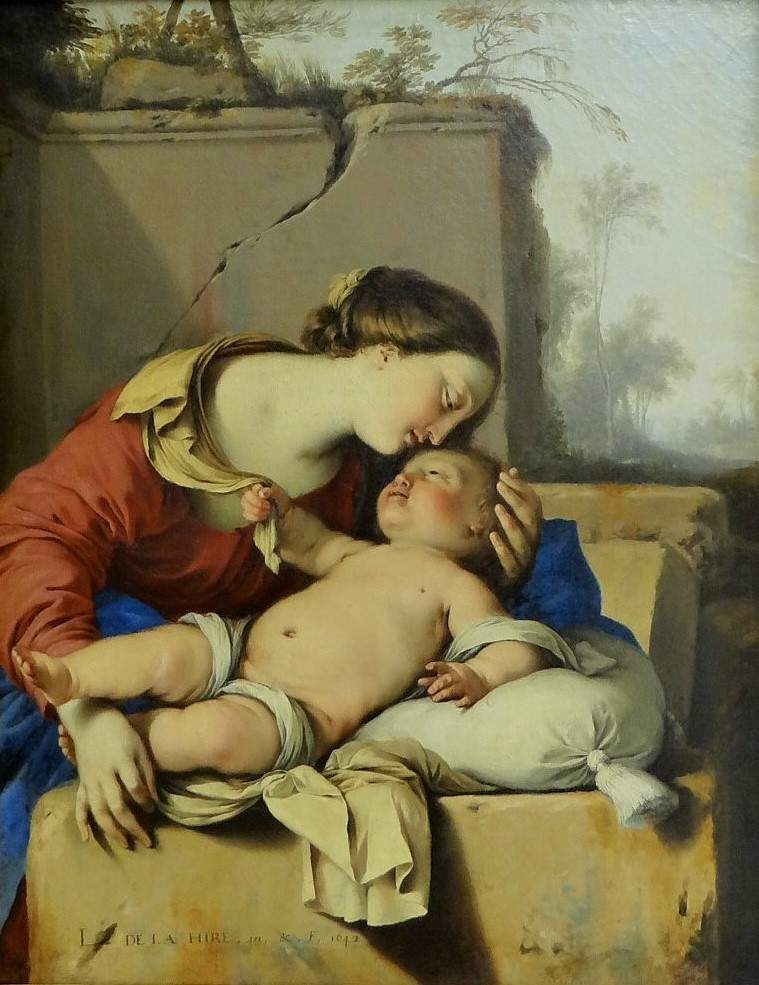
Мадонна с младенцем